# نیتن دویل
نیتن دویل (انگلیسی: Nathan Doyle؛ زادهٔ ۱۲ ژانویهٔ ۱۹۸۷) یک بازیکن فوتبال اهل بریتانیا است.